# Julefrid med Carola
Albums de Carola
Främling Steg för steg
Julefrid med Carola est un album de chansons de noël de Carola sorti en Suède le 6 décembre 1983.

## Liste des titres
Face A
- Hej, mitt vinterland
- Nu tändas tusen juleljus
- Härlig är jorden

Face B
- Bjällerklang
- Stilla natt
- O helga natt